# Abdel Raouf Dafri
Abdel Raouf Dafri, né le 13 août 1964 à Marseille, est un scénariste et réalisateur  français de cinéma et de télévision.

## Biographie
Abdel Raouf Dafri est d'origine algérienne. Il décide d'écrire son premier scénario, La Commune, pour la télévision alors qu'il est allocataire du Revenu minimum d'insertion à la suite de son échec au certificat d'études.
Il passe son enfance à Wattignies, près de Lille. Avant d'entamer une carrière dans l'audiovisuel, il est animateur à la radio Voix du Nord, puis journaliste à France 3 Lille et enfin à Télé Monte-Carlo.
Son court métrage Habeas Corpus obtient un très relatif succès dans plusieurs festivals, il écrit à cette époque plusieurs autres scénarios (Sheitan, Citizen Karim... ) sous le pseudonyme de Francis Panama. Il a écrit quatre scénarios de films pour le cinéma : Gibraltar de Julien Leclercq, Mesrine : L'Instinct De Mort et Mesrine : L'Ennemi Public No 1 de Jean-François Richet et Un Prophète de Jacques Audiard.   
En 2008, Christophe Carrière, critique à L'Express, cite Abdel Raouf Dafri, au milieu de quelques autres, parmi les scénaristes français les plus doués . Au contraire pour Charles Consigny, éditorialiste au Point, Abdel Raouf Dafri serait « un homme vulgaire et belliqueux » et incarnerait une « nouvelle jet-set Canal+, fière d'être analphabète, de se dire "de gauche" et de produire des œuvres nulles aux frais de l'État ».  
En 2010, Abdel Raouf Dafri partage avec Jacques Audiard, Thomas Bidegain et Nicolas Peufaillit, le César du meilleur scénario original pour Un prophète.
En 2011, il écrit la saison 2 de Braquo, série créée par Olivier Marchal.
En 2012, il est nommé par le ministre de la Culture, Frédéric Mitterrand, au grade de chevalier des Arts et des Lettres.
En 2012, Braquo 2 remporte un International Emmy Award dans la catégorie Drama Series (série dramatique).
En 2022, il est scénariste de la série Alger Confidentiel diffusée sur la chaîne Arte.

## Filmographie

### Scénariste

#### Télévision
- Écriture d’un synopsis pour un épisode de la série Commissaire Moulin
- 1995 : Habeas Corpus (court métrage)
- 2007 : La Commune (créateur)
- 2011 : Braquo, saison 2
- 2013 : Braquo, saison 3
- 2015 : Braquo, saison 4
- 2021 : Alger confidentiel

#### Cinéma
- 2008 : L'Instinct de mort de Jean-François Richet (scénariste, dialoguiste)
- 2008 : L'Ennemi public nº 1 de Jean-François Richet (scénariste, adaptation)
- 2009 : Un prophète de Jacques Audiard (scénariste)
- 2013 : Gibraltar de Julien Leclercq (scénariste)
- 2019 : Sœurs de Yamina Benguigui
- 2020 : Qu'un sang impur...

### Réalisateur
- 2020 : Qu'un sang impur...

## Distinctions
- 2012 :  Chevalier de l'ordre des Arts et des Lettres[3]